# Clubiona mandibularis
Clubiona mandibularis är en spindelart som beskrevs av Lucas 1846. Clubiona mandibularis ingår i släktet Clubiona och familjen säckspindlar.
Artens utbredningsområde är Algeriet. Inga underarter finns listade i Catalogue of Life.